# Arbi Barajev
Arbi Alaoetdinovitsj Barajev (Russisch: Арби Алаутдинович Бараев) (ook Arabi, bekend als "The Terminator") (Alchan-Kala, 1973 – Alchan-Kala, 23 juni 2001) was een Tsjetsjeense krijgsheer en overlopende leider van militante Tsjetsjeense beweging Islamitisch Regiment met een Speciaal Doel (SPIR; Исламский полк особного назначения).

## Jeugd
Barajev werd in 1973 geboren in het Tsjetsjeense dorpje Alchan-Kala. Na het voltooien van zijn school kreeg hij door toedoen van zijn oom aan moederskant Vacha Arsanov een baantje bij de verkeerspolitie van Oeroes-Martan. In 1991 zette Arsanov de zogenaamde Nationale Garde op en huurde Barajev in als zijn lijfwacht, evenals een aantal van zijn collega's bij de verkeerspolitie. Later was hij actief als bodyguard van de voormalige leider van de verkeerspolitie van Goedermes, Sultan Gelischanov, die toen aan het hoofd stond van de Tsjetsjeense Dienst voor Nationale Veiligheid. Volgens andere bronnen was hij toen echter de bodyguard van Zelimchan Janderbiejev, die hem zou hebben beïnvloed om een van de aanhangers van "de pure islam" te worden, later aangeduid als wahabieten.

## Activiteiten tijdens de Eerste Tsjetsjeense Oorlog
Tijdens de Eerste Tsjetsjeense Oorlog stond hij aanvankelijk onder het bevel van veldcommandant Chizir Alchazoerov en wist snel op te klimmen binnen de militaire rangen van de Tsjetsjeense opstandbeweging tot brigadegeneraal. Daarop stichtte hij met enkele andere Tsjetsjeense leiders de SPIR (zo genoemd door medeleider Zjelimchan Jandarbiejev), die actief was in de regio's rond Grozny en Oeroes-Martan. In 1995 nam Barajev deel aan Basajevs gijzelingsaanval op een ziekenhuis in Boedjonnovsk, waarbij meer dan 100 gijzelaars werden gedood. In 1996 kwam hij onder het bevel te staan van Ibn ul Chattab, van wiens wahabistische opvattingen en ideeën over de invoering van de sharia hij een sterk voorstander was.
De Tsjetsjeense (Itsjkerische) president Aslan Maschadov maakte de SPIR onderdeel van de binnenlandse troepen in 1997.

## Criminele activiteiten en moorden
Barajev groeide echter uit tot een van de leiders van de Tsjetsjeense georganiseerde misdaad. Halverwege de jaren 90, tijdens de eerste oorlog, begon hij met zijn activiteiten, die voortduurden tot na het Vredesverdrag van Chasav-Joert. Op het hoogtepunt van zijn heerschappij handelde hij in olie, had een belangrijke Tsjetsjeense weg in handen en hield zich bezig met hij gijzelen van mensen, zoals journalisten, ambtenaren, militairen en gewone burgers in ruil voor losgeld. Na het einde van de Eerste Tsjetsjeense Oorlog, verkreeg hij tussen 1997 en 1999 de reputatie van terrorist, bandiet, moordenaar en leider van een groep van slavenhandelaren en mensengijzelaars. Meer dan 100 onschuldige burgers uit Tsjetsjenië en omliggende regio's stierven door toedoen van deze groep.
Barajev voegde zich bij de wahabistische fracties rond Sjamil Basajev, die werden gesteund door Arabische strijders en zich tegen het gematigde beleid van Maschadov opstelden.

## Breuk met Maschadov: meer criminele activiteiten
In juli 1998 was Barajevs macht zover gegroeid dat hij Goedermes innam en dus niet langer onder het bevel van Maschadov wenste te staan. Bij de gevechten rond de plaats vielen 80 doden en meer dan 100 gewonden en Barajev werd uit de plaats verdreven. President Maschadov liet de SPIR daarop formeel ontbinden en degradeerde Barajev van brigadegeneraal tot soldaat. De SPIR werd echter niet ontwapend en door gelden van Barajev en gelden van extern (mogelijk van Osama bin Laden, maar dit is niet bewezen), waardoor de beweging meer wapens kon kopen. Daarop breidde Barajev zijn criminele activiteiten verder uit. Gijzelingen kwamen steeds meer voor. Van Barajev wordt gezegd dat hij persoonlijk de opdracht gaf voor de onthoofding van 3 Britten en een Nieuw-Zeelander die in 1998 werden gekidnapt en dat hij opschepte dat hij persoonlijk ten minste 170 mensen zou hebben gedood.
Na deze moorden gaf Maschadov de opdracht om Barajev op te sporen, maar hij werd niet gevonden. Spoedig daarop brak de Tweede Tsjetsjeense Oorlog uit. In 2000 bleek uit een onderzoek dat Barajev ettele miljoenen bezat (verkregen door gijzelingen) en werd het vermoeden geuit dat hij machtige beschermers had in Moskou, zonder wie dergelijke macht nauwelijks mogelijk zou zijn. Hij had feitelijk volledige bewegingsvrijheid in Tsjetsjenië. Een Tsjetsjeense journalist die belastend materiaal over hem had verzameld, werd opgepakt door Russische veiligheidsdiensten en zijn materiaal werd in beslag genomen, wat vermoedens gaf dat Barajev een "dak" (bescherming) had van bovenaf.

## Dood
In juni 2001 werd door Russische troepen een massale aanval gelanceerd op Barajevs thuisplaats Alchan-Kala bij Grozny. De aanval duurde meer dan een week, waarbij tientallen huizen werden verwoest en (volgens Russische bronnen) ongeveer 17 ander Tsjetsjeense strijders werden gedood. Of Barajev werd gedood tijdens gevechten gedurende de aanval is onduidelijk. Volgens sommige bronnen werd hij op de vlucht gevangengenomen door Tsjetsjeense officieren van de militaire inlichtingendienst de GRU en vervolgens gedurende 11 uur ondervraagd (wat zou zijn vastgelegd op videocamera) en geëxecuteerd. De Tsjetsjenen die hem hadden ondervraagd werden zouden later ook zijn geëxecuteerd en de videobeelden van Barajev zouden zijn verdwenen.
Barajev was tot tweemaal getrouwd.
Arbi Barajev was de oom van de eveneens beruchte Movsar Barajev, de man die als leider van de SPIR een van de spilfiguren was in de gijzeling in het Doebrovka-theater in Moskou in 2002. Na de dood van Arbi Barajev werden echter geen activiteiten van de Spir meer gemeld. Arbi kocht tijdens zijn leven een huis in Alchan-Kala voor Movsar.